# كين ستون
كين ستون (بالإنجليزية: Ken Stone)‏ هو لاعب كرة قدم أمريكية أمريكي، ولد في 14 سبتمبر 1950 في سينسيناتي في الولايات المتحدة.

## وصلات خارجية
- كين ستون على موقع مرجع كرة القدم المحترفة.كوم (الإنجليزية)